# Superjail!
Superjail! es una serie de televisión de animación para adultos creada por Christy Karacas, Stephen Warbrick y Ben Gruber. Fue producida en su primera temporada por Augenblick Studios, y luego por Titmouse, Inc. en su segunda y tercera temporada. Se confirmó la producción de la cuarta temporada en el Twitter de David Wain.
El episodio piloto fue estrenado en Estados Unidos el 13 de mayo de 2007. Es caracterizada por su violencia explícita y sangre intensa, lo que la ha llevado a ser una serie para adultos.
Superjail! se caracteriza por sus cambios psicodélicos en el escenario y la trama y la violencia gráfica extrema, que le otorgan a la serie una calificación TV-MA -V (por violencia gráfica, incluidas escenas de derramamiento de sangre, desmembramiento, tortura y crueldad extrema). Estos elementos se representan a través de secuencias animadas muy elaboradas, que se han descrito como "barrocas y complicadas y difíciles de asimilar en una sola visualización".

## Argumento
La serie se centra en Superjail, una prisión construida bajo un volcán, con una población de 70 000 convictos.

## Intro
Cada episodio empieza con Jacknife al cometer un crimen, pero siempre es atrapado (y a veces torturado al mismo tiempo) por Jailbot y llevado a Superjail, mientras es llevado a Superjail, se escucha la canción I'm coming home (A casa voy, en Hispanoamérica).

## Personajes
- The Warden (El Guardián, en español): Es el propietario de Superjail y el protagonista principal de la serie, un hombre alto y delgado que viste traje y sombrero, con una apariencia similar a Willy Wonka y siempre trata de convertir a Superjail en algo exótico, pero siempre acaba matando a varios convictos.[5]
- Jared: Es el contador de Superjail; además de servir a Warden. Es alcohólico, adicto a los dulces y vive nervioso y estresado.
- Alice:  la enorme y musculosa guardia de prisión de Superjail, que es transgénero y que regularmente participa en rituales sadomasoquistas con los prisioneros (a menudo sin su consentimiento), aunque rechaza los constantes avances del Guardián. Originalmente era un guardia masculino en una prisión normal, pero descubrió su verdadera naturaleza cuando se enamoró del alcaide homosexual de esa prisión. Sin embargo, fue despedida como resultado de la transfobia del alcaide y fue contratada por el alcaide poco después. Alice no parece tomar terapia hormonal, pero tiene implantes mamarios y se considera públicamente una mujer. Es evidente en todo el programa que no se ha sometido a una cirugía de reasignación de género.
- Jailbot: Es el robot que sirve a Warden; él se encarga de aprisionar delincuentes.
- Gemelos: Son una pareja de hermanos gemelos provenientes de otro planeta cuyo puesto en Superjail no está muy claro; siempre están tramando algo que en la mayoría de las veces causa un desastre en el establecimiento que termina matando a varios convictos, aunque rara vez sus acciones terminan mejorando las cosas de como el Guardián las esperaba.